# Alexis Korner
Alexis Korner (nacido Alexis Andrew Nicholas Koerner, París, Francia, 19 de abril de 1928-Londres, Inglaterra, 1 de enero de 1984) fue un cantante británico, aunque francés de nacimiento. Fue considerado como uno de los pioneros del Rythm & Blues británico y lanzador de músicos que fueron básicos durante los años '60. Introdujo en Gran Bretaña a grandes intérpretes aún ignorados incluso en EE. UU. como Sonny Terry, Big Bill Broonzy, Muddy Waters o John Lee Hooker, entre otros.

## Historial
A mediados de los años 50 entabla relación con otro de los "padres" del rhythm and blues británico, Cyril Davies, con quien forma en 1961 la Blues Incorporated. Por esta banda desfilan, unos como fijos, otros como invitados ocasionales, muchos de los artistas fundamentales para el Rock británico en los años '60; así, en su formación se suceden los nombres de Charlie Watts, Keith Richards, Ginger Baker, Jack Bruce, John McLaughlin, Lee Jackson, John Paul Jones, Brian Jones, Eric Burdon y muchos otros nombres míticos del Rock de los '60.
Cyril Davies se separaría en 1966, para formar su Cyril Davies Blues Band con Bernie Watson (guitarra), Nicky Hopkins (piano), Ricky Fenton (bajo) y Carlo Little (batería). Mientras tanto, Korner continúa tocando con John Renbourn (guitarra), Terry Cox (celesta) y Danny Thompson (bajo y voz).
En 1967 crea Free at Last, grupo que tuvo entre sus componentes a Robert Plant (más tarde en Led Zeppelin). Durante 1968 y 1969 toca con Peter Thorup, cantante danés afincado en el Reino Unido; en 1970 lleva a cabo uno de sus grandes proyectos, junto al pianista John Cameron y el productor Mickie Most, la Collective Consciousness Society (C.C.S.), banda que desaparece en 1973, aunque Korner sigue su carrera como solista, aunque siempre acompañado tanto en directo como en discos por muchos de sus amigos que triunfan en grupos como Yardbirds, Manfred Mann, Rolling Stones, Cream o The Animals.

## Discografía
- 1957.- "The legendary Cyril Davies with Alexis Korner's breakdown group and the Roundhouse jug four".
- 1962.- "R & B from the Marquee".
- 1964.- "Blues Incorporated".
- 1967.- "Blues Incorporated" (título igual al de 1964).
- 1970.- "New Church-Both sides".
- 1971.- "Alexis".
- 1973.- "Accidentaly born in New Orleans"
- 1975.- "Get off my cloud"

Con CCS:
- 1970.- "C.C.S.".
- 1971.- "C.C.S. 2"
- 1973.- "C.C.S. III"
- Existe además un recopilatorio de 1977 editado bajo el título de The Best of C.C.S.